# Aborto en Castilla y León
El aborto en Castilla y León, llamado a menudo Interrupción voluntaria del embarazo (IVE), es legal porque las leyes sobre el aborto se elaboran a nivel nacional y el aborto fue despenalizado en 1985, y en 2010 se realizaron reformas importantes. Cada región está a cargo de crear su propio sistema para la implementación de la ley de 2010 en la sanidad pública, existiendo diferencias de una región a otra.
El aborto, que se remonta a la España visigoda y continuó durante la dictadura de Franco y la Transición Democrática Española, ha sido en gran medida ilegal en España. A pesar de las políticas nacionales, la realidad del acceso a los trámites de IVE ha variado mucho en España de una región a otra, tanto históricamente como en la actualidad. Los procesos penales relacionados con el aborto tuvieron lugar en Castilla y León a finales del siglo XIX y principios del XX. En algunos casos, esto no se debió a que una mujer decidiera interrumpir un embarazo sino a que un hombre matara a una mujer que estaba embarazada. Los procesamientos por aborto en Castilla y León continuaron durante la dictadura de Franco, y algunas provincias vieron más casos de procesamiento que otras. Durante la Transición democrática, un gran porcentaje de la población deseaba que se despenalizara el aborto, especialmente en casos específicos como el riesgo para la vida de la madre. Las feministas locales también comenzaron a luchar por el derecho al aborto en este período. Entre el 2 de agosto de 1985 y el 10 de junio de 1987, dos años después de su legalización, se registraron cincuenta y ocho abortos en Castilla y León. En 1989 se registraron 3.251 abortos en Castilla y León. A partir de la década de 1990, los médicos de Castilla y León comenzaron a declararse objetores de conciencia, lo que significaba que en gran medida los abortos no podían realizarse en los hospitales públicos, ya fuera por política oficial o por falta de personal. Este problema continuaría hasta la década de 2020 y muchos médicos encontrarían aliados en el gobierno local.
Existen diferencias de provincia a provincia en el nivel de acceso que tienen las mujeres a los procesos de IVE. En 2021, mujeres de Palencia, Ávila, Segovia, Soria y Zamora tuvieron que viajar a otras provincias de Castilla y León u otras partes de España para abortar debido a la disparidad en los niveles de acceso. El gobierno regional se comprometió a aumentar el número de centros en los que las mujeres pudieran acceder a los procedimientos de IVE. Esto comenzó a tomar forma en 2022.

## Contexto nacional
Históricamente, el acceso al aborto en España ha dependido del dominio masculino sobre las mujeres y sus actividades reproductivas. El aborto ha sido utilizado como un medio para afirmar el control no sólo sobre los cuerpos y la sexualidad de las mujeres, sino también para hacer cumplir las normas culturales de género y los ideales patriarcales en la sociedad en general. Si bien el aborto se utilizó como forma de control de la natalidad en España en el pasado, demógrafos y sociólogos españoles han dicho que no se utiliza de esa manera en la España contemporánea.
El aborto legal es importante porque reduce las muertes entre mujeres por complicaciones del embarazo y reduce la mortalidad infantil. En España, a mediados de la década de 1970, los abortos ilegales eran una causa importante de muerte entre mujeres de entre quince y cuarenta y nueve años. El control de la natalidad tiene una tasa de mortalidad femenina mucho más baja que los abortos, y mucho más baja que la mortalidad femenina en España por abortos ilegales.

### Historia nacional
El Liber Iudiciorum fue una recopilación de leyes visigodas del rey Recesvinto que se promulgó en el año 654. Mencionaba el aborto, el infanticidio y el homicidio en el Libro VI. La pena para quienes provocaban abortos era la muerte. En ese momento, los visigodos controlaban casi toda la actual España, Portugal y Ceuta.
La ley en España fue modificada el 24 de enero de 1941 para caracterizar el aborto como un crimen contra el Estado. Esta ley lee en parte: “La política demográfica es una de las preocupaciones fundamentales de nuestro Estado. No se concibe una política demográfica eficaz sin abordar el problema de los miles y miles de vidas que se frustran antes de nacer, por maniobras criminales. Así lo dice la experiencia y el asesoramiento de los técnicos a través de Entidades científicas competentes. El estrago harto acusado en tiempos anteriores como consecuencia de un sentido materialista de la vida, adquirieron caracteres de escándalo durante el régimen republicano, agudizándose aún más escandalosamente en aquellas zonas sometidas a la dominación del Frente Popular. El Gobierno, consciente de su responsabilidad, decide combatir el crimen social que el aborto provocado representa y que impide que nazcan muchos miles de españoles anualmente." El control de la natalidad fue ilegal en toda España durante el período franquista. En 1975 en España, la tasa de mortalidad femenina durante el embarazo era de 23 por 100.000 mujeres, una tasa similar a la de otros países occidentales industrializados donde el aborto era ilegal.
El aborto fue despenalizado en el Código Penal por primera vez en todo el territorio español en 1985 en tres supuestos: por motivos terapéuticos, por motivos eugenésicos y en caso de violación previa denuncia policial. El aborto sólo era legal en estos casos antes de la semana 22, semana 22 y semana 12 respectivamente. La ley exigía que cada vez que un centro de salud realizara un aborto, debía informarse al Ministerio de Sanidad. Los datos que se deben reportar incluían la provincia donde se realizó el aborto y la provincia donde residía la mujer que abortó. Si bien el aborto fue despenalizado en 1985, no se convirtió en un servicio ofrecido por la sanidad pública hasta un cambio en la ley en 2010. Como resultado, durante este período entre 1985 y 2010, casi todos los abortos se realizaron en clínicas privadas y el precio de una interrupción voluntaria del embarazo rondaba las 30.000 pesetas.
La Ley de Salud Sexual y Reproductiva y de Interrupción Voluntaria del Embarazo fue reformada en mayo de 2022 de diferentes maneras. Se abordó específicamente la falta de instalaciones, especialmente públicas, que prestaran servicios para la interrupción voluntaria del embarazo, en provincias que no tenían ninguna y exigían que las mujeres de esas provincias viajaran a otras provincias u otras regiones para poder acceder ese servicio. Otra fue proteger a las mujeres del acoso de activistas antiaborto en los centros de IVE.
En febrero de 2023, el Tribunal Constitucional confirmó la ley de 2010 que permitía a las mujeres abortar mediante petición gratuita durante las primeras catorce semanas de embarazo. El caso fue llevado originalmente a los tribunales por el Partido Popular en 2010, después de que el PSOE aclarara y liberalizara las leyes existentes sobre el aborto.

### Situación jurídica
Las leyes nacionales sobre el aborto se modificaron en 2010 para permitir a las mujeres abortar libremente hasta la decimocuarta semana de embarazo sin justificación.Desde la semana catorce a la veintiuna, sólo se puede practicar un aborto si existe una razón médica para ello, como por ejemplo que la madre esté en riesgo. A partir de la semana veintidós, sólo se pueden realizar abortos si se detectan anomalías fetales que sean incompatibles con la vida fuera del útero. Así lo confirmó el Tribunal Constitucional en febrero de 2023.
En España se apoya que los servicios de interrupción voluntaria del embarazo en la sanidad pública sean gratuitos. Esto incluye los servicios de aborto prestados en clínicas privadas tras derivaciones de médicos de la sanidad pública. Estos costes los cubre la sanidad pública autonómica bajo la dirección del Sistema Nacional de Salud de España. Sin embargo, la aplicación de las leyes sobre el aborto se deja en gran medida en manos de las regiones y sus organismos de salud.

## Evolución en Castilla y León

### España delsigloXIX(1810 – 1872)
El Código Penal de 1870 trataba el aborto desde los artículos 425 al 428. El aborto en este caso no solo incluía a las mujeres que participaban en intervenciones voluntarias de su embarazo sino también en la violencia ejercida contra las mujeres donde la vida del feto terminaba contra la voluntad de la embarazada. Cuando los hombres violentos tenían la intención de matar al feto, el castigo era más severo que si la violencia contra la mujer tuviera como resultado la interrupción accidental de su embarazo. La ley también incluía castigos para los médicos que practicaban abortos y contra los farmacéuticos que proporcionaban medicamentos que sabían que darían lugar a la interrupción del embarazo.

### España franquista (1939 – 1975)

#### Enjuiciamiento del aborto
En 1972 Valladolid fue la cuarta provincia con más diligencias previas iniciadas por el delito de aborto, con siete. La provincia de Madrid fue primera con dieciocho.
En 1973 León fue la tercera provincia con más diligencias previas iniciada por el delito de aborto con catorce años. Le siguieron Asturias, donde ese año se abrieron cincuenta y cuatro procedimientos. La provincia de León ocupó el cuarto lugar con más sumarios de urgencia, ordinarios y otros del Título IV de la Ley de Procedimiento Penal por el delito de aborto, con diez.
En 1974 Barcelona, Vizcaya y Salamanca empataron en el cuarto lugar como provincias con más diligencias previas iniciada por el delito de aborto en 1974. Tenían cuatro cada una.León y Valencia empataron en el quinto lugar ese año en la mayoría de los sumarios de emergencia, ordinarios y otros del Título IV de la Ley de Procedimiento Penal por el delito de aborto. Ese año se realizaron seis resúmenes en cada una de esas provincias.
En 1975 Valladolid y León empataron en el quinto puesto como provincias con más diligencias previas iniciadas. Aquí se abrieron seis procesos cada uno. Vizcaya y Valladolid quedaron en tercer lugar con el mayor número de sumarios de emergencia, ordinarios y otros del Título IV de la Ley de Procedimiento Penal por el delito de aborto, con cuatro cada uno.
| Lugar      | Lugar           | Años | Años | Años | Años | Años | Años            |
| ---------- | --------------- | ---- | ---- | ---- | ---- | ---- | --------------- |
| Provincia  | Región          | 1971 | 1972 | 1973 | 1974 | 1975 | Provincia total |
| Avila      | Castilla y León | 3    | 0    | 0    | 0    | 0    | 3               |
| Burgos     | Castilla y León | 0    | 1    | 1    | 2    | 0    | 4               |
| León       | Castilla y León | 4    | 9    | 14   | 0    | 6    | 33              |
| Palencia   | Castilla y León | 0    | 0    | 2    | 0    | 0    | 2               |
| Salamanca  | Castilla y León | 0    | 0    | 1    | 4    | 0    | 5               |
| Segovia    | Castilla y León | 0    | 0    | 0    | 0    | 0    | 0               |
| Soria      | Castilla y León | 0    | 0    | 0    | 0    | 0    | 0               |
| Valladolid | Castilla y León | 4    | 7    | 0    | 1    | 6    | 18              |
| Zamora     | Castilla y León | 0    | 1    | 4    | 0    | 0    | 5               |
| España     | España          | 90   | 110  | 147  | 82   | 173  | 605             |

| Lugar      | Lugar           | Años | Años | Años | Años | Años | Años            |
| ---------- | --------------- | ---- | ---- | ---- | ---- | ---- | --------------- |
| Province   | Región          | 1971 | 1972 | 1973 | 1974 | 1975 | Provincia total |
| Ávila      | Castilla y León | 0    | 0    | 0    | 1    | 0    | 1               |
| Burgos     | Castilla y León | 0    | 1    | 1    | 0    | 1    | 3               |
| León       | Castilla y León | 1    | 4    | 10   | 6    | 0    | 21              |
| Palencia   | Castilla y León | 0    | 0    | 1    | 1    | 0    | 2               |
| Salamanca  | Castilla y León | 1    | 1    | 1    | 1    | 0    | 4               |
| Segovia    | Castilla y León | 0    | 0    | 0    | 0    | 0    | 0               |
| Soria      | Castilla y León | 0    | 0    | 0    | 0    | 0    | 0               |
| Valladolid | Castilla y León | 6    | 4    | 2    | 2    | 4    | 18              |
| Zamora     | Castilla y León | 0    | 1    | 1    | 0    | 0    | 2               |
| España     | España          | 122  | 157  | 145  | 112  | 66   | 602             |

### Transición democrática (1975 – 1982)
En 1978, entre las mujeres casadas de Castilla y León, el 59% no había utilizado nunca métodos anticonceptivos y el 84% no tenía hijos. En ambas Castillas, en 1978, entre el 19 y el 22 por ciento de las mujeres casadas utilizaban métodos anticonceptivos antes del nacimiento de su primer hijo. En aquella época, había muchas familias que eran pequeños propietarios agrícolas. Las mujeres casadas que no estaban embarazadas o en pueblos de menos de 10.000 habitantes utilizaban mucho menos métodos anticonceptivos que mujeres similares en el resto de España. Esto se compara con un promedio nacional de 50 y 14% respectivamente.
En noviembre de 1979 se llevó a cabo una encuesta de opinión pública, con un seguimiento en diciembre de 1979 por el Centro de Estudios Constitucionales. Se preguntó: "¿Crees que debería permitirse el aborto en España?". Del total de 390 encuestados nacionales de Asturias, Cantabria, Navarra, las dos Castillas, Aragón, Baleares, Murcia, Valencia, Extremadura y La Rioja que estaban agrupados en lugar de por su propia región, el 29% dijo que no. El 38% dijo que sí si había peligro para la vida de la madre, el 12% dijo que si había alguna anomalía fetal, el 14% dijo que sí por libre decisión y el 7% no respondió. La encuesta también preguntaba: "¿Está usted a favor o en contra de que se legalice el aborto en España?".  Del total de 390 encuestados nacionales de Asturias, Cantabria, Navarra, las dos Castillas, Aragón, Baleares, Murcia, Valencia, Extremadura y La Rioja que estaban agrupados en lugar de por su propia región, el 19% dijo que a favor, el 68% dijo estar en contra, el 9% no sabía y el 5% no quiso responder. Esto se compara con los totales nacionales donde el 27% dijo estar a favor, el 60% se opuso, el 8% no sabía y el 5% no respondió.

#### Las 11 de Basauri
La sentencia judicial de las 11 de Basauri movilizó a las feministas de toda España. Esto llevaría a las mujeres de Castilla y León a intentar cambiar las leyes nacionales y abrir un debate en la sociedad española sobre si, a nivel legal, los embriones deberían tener los mismos derechos que las mujeres, que también tienen derechos reconocidos constitucionalmente. Numerosos grupos feministas de toda España apoyaron a las mujeres procesadas en el juicio. Mujeres de Valladolid realizaron manifestaciones en apoyo a las mujeres.

### Felipe González (1982 – 1996)
A partir de los años 90 hubo en Castilla y León un problema con los médicos que se declaraban objetores de conciencia, al significar que en gran medida los abortos no se podían realizar en los hospitales públicos.

#### Estadísticas
Entre el 2 de agosto de 1985 y el 10 de junio de 1987 se registraron cincuenta y ocho abortos en la región. En 1989 se registraron 3.251 abortos en Castilla y León.
En 1995 el número de embarazos en menores adolescentes de la región que terminaron en aborto fue del cuarenta y cincuenta por ciento en comparación con los embarazos que terminaron en nacimientos vivos. El porcentaje de embarazos de menores adolescentes en la región que terminaron en abortos en lugar de nacimientos vivos fue mayor en 1995 que en 1990.
De 1990 a 1995, la tasa de fertilidad a nivel nacional para mujeres de treinta a treinta y cuatro años aumentó un 10%, con grandes variaciones de una región a otra. En Castilla y León el incremento para este grupo de edad fue del dos por ciento. De 1990 a 1995, la tasa de embarazo a nivel nacional para mujeres de treinta a treinta y cuatro años en la región fue inferior al uno por ciento.
Hubo indicios de que las mujeres de cuarenta a cuarenta y cuatro años eran más laxas en el uso de anticonceptivos en comparación con otros grupos de edad en la región entre 1990 y 1995. Esto se debe a que la diferencia en el porcentaje de embarazos que terminaron en abortos aumentó más del treinta por ciento.
| Provincia | Comunidad          | 1988 | 1989 | 1990 | 1991 | 1992 | 1993 | 1994 | 1995 | 1996 | 1997 | 1998 | 1999 | 2000 | 2001 | 2002 | 2003 | 2004 | 2005 | 2006 | 2007 | 2008 | 2009 | 2010 | 2011 | 2012 | 2013 | 2014 | 2015 | 2016 | 2017 | 2018 | Ref    |
| --------- | ------------------ | ---- | ---- | ---- | ---- | ---- | ---- | ---- | ---- | ---- | ---- | ---- | ---- | ---- | ---- | ---- | ---- | ---- | ---- | ---- | ---- | ---- | ---- | ---- | ---- | ---- | ---- | ---- | ---- | ---- | ---- | ---- | ------ |
| Ávila     | Castilla y León    | 81   | 111  | 123  | 106  | 77   | 85   | 106  | 103  | 98   | 86   | 108  | 145  | 107  | 110  | 121  | 113  | 128  | 111  | 119  | 153  | 174  | 179  | 164  | 178  | 183  | 179  | 133  | 145  | 137  | 126  | 146  | [ 62 ] |
| Palencia  | Castilla y León    | 176  | 228  | 228  | 202  | 225  | 196  | 234  | 205  | 209  | 185  | 210  | 182  | 206  | 183  | 186  | 172  | 191  | 186  | 243  | 203  | 204  | 181  | 224  | 219  | 222  | 217  | 176  | 189  | 199  | 163  | 183  | [ 62 ] |
| Segovia   | Castilla y León    | 97   | 113  | 113  | 127  | 127  | 118  | 120  | 118  | 135  | 122  | 133  | 124  | 118  | 149  | 159  | 158  | 152  | 193  | 198  | 214  | 263  | 186  | 201  | 285  | 243  | 247  | 180  | 196  | 145  | 174  | 163  |        |
| Zamora    | Castilla y León    | 152  | 187  | 170  | 169  | 178  | 178  | 162  | 168  | 177  | 178  | 151  | 183  | 162  | 173  | 151  | 174  | 134  | 113  | 138  | 168  | 167  | 126  | 153  | 169  | 167  | 129  | 156  | 144  | 121  | 136  | 139  | [ 62 ] |
| Cáceres   | Extremadura        | 225  | 300  | 222  | 296  | 289  | 346  | 318  | 322  | 306  | 314  | 306  | 358  | 345  | 318  | 357  | 330  | 382  | 402  | 330  | 377  | 403  | 411  | 403  | 510  | 475  | 430  | 383  | 334  | 342  | 388  | 369  | [ 62 ] |
| Cuenca    | Castilla-La Mancha | 75   | 98   | 104  | 93   | 101  | 102  | 107  | 105  | 92   | 112  | 115  | 122  | 145  | 134  | 159  | 202  | 201  | 242  | 211  | 302  | 282  | 326  | 364  | 366  | 370  | 310  | 296  | 276  | 258  | 265  | 240  | [ 62 ] |
| Toledo    | Castilla-La Mancha | 258  | 284  | 323  | 349  | 337  | 311  | 315  | 297  | 339  | 363  | 424  | 488  | 456  | 492  | 597  | 666  | 663  | 810  | 808  | 1102 | 1184 | 1147 | 1221 | 1382 | 1364 | 1280 | 1105 | 1008 | 979  | 1051 | 946  | [ 62 ] |
| Teruel    | Aragón             | 42   | 56   | 68   | 71   | 81   | 79   | 67   | 98   | 107  | 115  | 118  | 115  | 104  | 129  | 142  | 148  | 155  | 165  | 182  | 169  | 185  | 174  | 175  | 186  | 179  | 140  | 159  | 136  | 116  | 142  | 141  | [ 62 ] |
| Ceuta     | Ceuta              | 12   | 7    | 8    | 14   | 15   | 18   | 26   | 20   | 30   | 46   | 33   | 42   | 23   | 27   | 27   | 34   | 32   | 19   | 22   | 34   | 15   | 27   | 32   | 24   | 38   | 16   | 13   | 9    | 15   | 11   | 12   | [ 62 ] |
| Melilla   | Melilla            | 28   | 26   | 13   | 31   | 43   | 35   | 51   | 41   | 38   | 48   | 71   | 67   | 71   | 73   | 52   | 69   | 68   | 84   | 61   | 83   | 87   | 77   | 107  | 125  | 109  | 116  | 111  | 84   | 108  | 104  | 109  | [ 62 ] |

### José María Aznar (1996 – 2004)
En 2001, las menores de Cataluña, Aragón, Islas Baleares, Madrid, Castilla y León y Asturias fueron las que más solicitaron la interrupción voluntaria del embarazo, superando la media nacional por comunidades autónomas del 49,15% de embarazos en menores que terminaron en un aborto. Ese año, la región tenía una de las poblaciones más envejecidas de España, con menos del dieciséis por ciento de la población entre cero y diecisiete años.

#### Estadísticas
| Región               | Total | Público | Privado | Ref    |
| -------------------- | ----- | ------- | ------- | ------ |
| Andalucía            | 40    | 5       | 35      | [ 65 ] |
| Aragón               | 14    | 1       | 13      | [ 65 ] |
| Asturias             | 2     | 1       | 1       | [ 65 ] |
| Islas Baleares       | 7     | 2       | 5       | [ 65 ] |
| Islas Canarias       | 6     | 2       | 4       | [ 65 ] |
| Cantabria            | 2     | 1       | 1       | [ 65 ] |
| Castilla-La Mancha   | 6     | 2       | 4       | [ 65 ] |
| Castilla y León      | 9     | 2       | 7       | [ 65 ] |
| Cataluña             | 41    | 3       | 38      | [ 65 ] |
| Comunidad Valenciana | 9     | 2       | 7       | [ 65 ] |
| Extremadura          | 3     | 0       | 3       | [ 65 ] |
| Galicia              | 11    | 4       | 7       | [ 65 ] |
| Madrid               | 34    | 9       | 25      | [ 65 ] |
| Murcia               | 3     | 0       | 3       | [ 65 ] |
| Navarra              | 3     | 0       | 3       | [ 65 ] |
| País Vasco           | 11    | 3       | 8       | [ 65 ] |
| La Rioja             | 2     | 1       | 1       | [ 65 ] |
| Ceuta                | 0     | 0       | 0       | [ 65 ] |
| Melilla              | 0     | 0       | 0       | [ 65 ] |
| España               | 203   | 38      | 165     | [ 65 ] |

### José Luis Rodríguez Zapatero (2004 - 2011)
A mediados de la década de 2000, la región no contaba con un protocolo relacionado con el aborto para el personal médico de los centros de salud públicos.
En 2005 ningún hospital público realizó abortos. Ese año, la mayoría de las mujeres de la región que buscaban abortar después de la semana 12 fueron a Madrid o Asturias. El motivo citado para más del 95% de los abortos realizados en la región fue la salud materna. En 2006, 169 menores de edad residentes en la región abortaron. Esto representó el 5,38% de todos los abortos realizados por mujeres que vivían en la región ese año.
En algunas industrias y en algunas regiones en general han surgido leyes laborales y contextos de negociación colectiva que reconocen la necesidad de crear algunas adaptaciones para las mujeres embarazadas, ya que de lo contrario habría un riesgo para su salud y la salud de su feto. En 2005 entró en vigor en Castilla y León uno de estos acuerdos con el Convenio Colectivo de Actividad de Ayuda a Domicilio de Castilla y León, Resolución de 28 de junio de 2005.
En 2009, el 26% de las mujeres de Castilla y León iniciaron el proceso para abortar en un centro de salud público. Esto en comparación con el promedio nacional del 43%. En 2009, Ceuta, Melilla, Navarra, Galicia, Castilla y León y Extremadura tuvieron el menor número total de abortos realizados entre todas las comunidades autónomas de España.
Desde 2010 y hasta principios de 2023, cinco de las nueve provincias de Castilla y León no ofrecían ningún servicio de salud público o privado para que las residentes realizaran la interrupción voluntaria del embarazo. En 2010 se realizaron en España 113.031 abortos. En 2014, a nivel nacional había caído un dieciséis por ciento hasta 94.706 abortos. En este periodo comprendido entre 2010 y 2014, las regiones con menor tasa de abortos por cada 1.000 mujeres residentes, menos de siete, fueron Ceuta y Melilla con cuatro cada una, mientras que Castilla y León, Extremadura, Galicia y La Rioja se situaron entre tres y siete.

#### Consecuencias de la reforma a la ley nacional del aborto de 2010
Un aspecto nuevo de la Ley Orgánica 2/2010 en comparación con la ley de 1985 fue que permitía enseñar salud sexual y reproductiva en las escuelas, y que esa educación podía mencionar el aborto. Sin embargo, la implementación real de esto se dejó en manos de los sistemas educativos administrados regionalmente. En Castilla y León, hubo llamamientos por parte del gobierno regional para implementar educación para la salud en la escuela secundaria en 2005 y 2009. El enfoque previsto de estos programas de educación para la salud eran la nutrición, la promoción de la actividad física, cómo prevenir embarazos no deseados y cómo prevenir contraer ITS. Sin embargo, la última parte fue solo una parte muy pequeña de esa educación, y la mayor parte de la financiación del gobierno regional entre 2005 y 2015 se destinó a promover la alimentación saludable y el ejercicio.
La Orden 961/2010 de la Consejería de Sanidad es la orden reglamentaria de Castilla y León por la que se crea un comité clínico para abordar los procedimientos de IVE relacionados con anomalías fetales y situaciones en las que el desarrollo fetal no es compatible con la vida fuera del útero. El objetivo del comité es tramitar recursos presentados sobre decisiones clínicas anteriores para permitir a una mujer someterse a un procedimiento de IVE que había sido rechazado por no cumplir con el artículo 15c de la ley nacional Ley Orgánica 2/2010.
El proceso para acceder al aborto en la mayoría de provincias de Castilla y León a través de la sanidad pública tras la aprobación de Ley Orgánica 2/2010 fue a menudo muy lento, implicando mucha burocracia y con las mujeres recibiendo un trato desigual. El artículo 4 de la ley del aborto señalaba que la igualdad de acceso a los procedimientos de la IVE estaba garantizada, pero las capas adicionales de burocracia impuestas por varias regiones en ocasiones pusieron en peligro la privacidad de las mujeres que solicitaban el procedimiento y las obligaron a absorber los costos financieros de un proceso que por ley, cuando era remitido por la sanidad pública, se suponía que era gratuito.

### Mariano Rajoy (2011 - 2018)
Durante el gobierno de Mariano Rajoy se eliminó de los puntos de información sanitaria de la sanidad pública casi toda la información sobre anticonceptivos de última generación disponibles en el sistema sanitario público de Castilla y León, y se dejaron de financiar políticas específicamente dirigidas a proteger la libertad y la salud sexual, poniendo en riesgo a grupos vulnerables a problemas de salud sexual y reproductiva como adolescentes y mujeres inmigrantes.
En 2014 había provincias de Castilla y León que no contaban con clínicas de IVE privadas, y las mujeres locales se veían obligadas a viajar. Esto creó una desigualdad en la atención reproductiva de una provincia a otra y generó costos adicionales y barreras de acceso en aquellas provincias que ni siquiera tenían una clínica privada. La sanidad pública de la región tenía convenios sólo con dos clínicas de la región, una en Salamanca y otra en Valladolid, además de tener convenios con tres clínicas privadas de la Comunidad de Madrid. Esto significaba que las mujeres de las provincias de Ávila, Burgos, León, Palencia, Segovia, Soria y Zamora no tenían acceso a dicha atención en su provincia y debían viajar por sus propios medios a Madrid, Salamanca o Valladolid.
En 2014 las organizaciones feministas venían solicitando se pudieran realizar abortos en casos graves, como por ejemplo una amenaza inminente para la vida de la madre, en los hospitales públicos de Castilla y León. A pesar de sus demandas, el sistema sanitario siguió negando esas solicitudes. En cambio, las mujeres que tenían problemas de salud graves que amenazaban sus vidas como consecuencia de un embarazo eran enviadas a clínicas privadas.Existía un centro de salud público autorizado para realizar abortos en la región y tres clínicas privadas autorizadas para realizar abortos. La dilatación y aspiración fue el método de IVE más utilizado en Castilla y León en 2014.
La mayoría de mujeres residentes en Castilla y León que solicitaron un aborto en la sanidad pública en 2015 fueron derivadas a una clínica privada llamada Red Madre, una organización creada por el Foro Español de la Familia (FEF) y diseñada para disuadir a las mujeres de hacerse una IVE. Estas remisiones a Red Madre se produjeron a pesar de la oposición de Red Madre al aborto y de tener el propósito institucional de disuadir a las mujeres de abortar en la década de 2010. El uso de Red Madre por parte de la Junta de Castilla y León como parte de la atención sanitaria relacionada con el aborto dio legitimidad a través de las instituciones públicas de la región a actividades antiaborto y antiderechos de las mujeres y socavó la salud sexual y reproductiva de las mujeres en la región.
El IV Plan de Salud de Castilla y León 2020 también hablaba de la promoción de hábitos de vida saludables. Se suponía que los docentes debían estar capacitados en salud emocional-sexual. Incluía medidas que buscaban prevenir la violencia machista y combatir el ciberacoso. No incluía referencias al aborto.

#### Las reformas propuestas por Ruíz Gallardón en 2014 y la respuesta feminista
En diciembre de 2013, el Consejo de Ministros del Partido Popular aprobó un proyecto de ley llamado Ley Orgánica de Protección de los Derechos del Concebido y la Mujer Embarazada. La ley representó un retroceso de los derechos de las mujeres en relación con el aborto, con la intención de dar marcha atrás a las reformas de 2010. El esfuerzo por cambiar la ley fue impulsado en gran medida por el ministro de Justicia, Alberto Ruiz-Gallardón. El proyecto de ley permitía el aborto en determinadas circunstancias específicas, como si una mujer había sido violada hasta la semana dieciséis de embarazo o si había "menoscabo importante y duradero" para la salud física o mental de la mujer o del feto hasta la semana veintidós del embarazo con al menos tres profesionales médicos aprobando el deterioro de la salud. Incluso entonces, el proyecto de ley decía que si las mujeres recibían ese diagnóstico sobre su salud de su médico original y de otros dos de los centros de salud que tenía que visitar para la evaluación, la mujer tendría que recibir información verbal sobre las alternativas al aborto y esperar siete días antes de que pudiera completarse el procedimiento. En aquel momento, el tiempo de espera para la contemplación era de tres días. El proyecto de ley también estipulaba que las menores debían obtener el consentimiento de sus padres o tutores legales antes de someterse a un aborto. El proyecto de ley permitía el procesamiento penal de mujeres que tuvieran abortos que no cumplieran con estos requisitos, y decía que los médicos que realizaran abortos fuera de los nuevos requisitos legales podrían recibir penas de prisión de uno a ocho años. Además, el proyecto de ley prohibía a cualquier centro médico anunciar que ofrecía procedimientos de IVE.
Las feministas de la región se movilizaron en 2013 y 2014 en respuesta a los cambios propuestos en la ley del aborto por Alberto Ruiz-Gallardón, siendo en algunos casos las movilizaciones más grandes desde mediados de la década de 1980.

##### Tren de la Libertad
La ruta de la marcha del 1 de febrero de 2014 del tren de la libertad en apoyo del derecho al aborto iba de Asturias a Madrid, y a ella se unieron personas de diferentes regiones de España, incluida Castilla y León. En respuesta a la manifestación del Tren de la Libertad, el ministro de Justicia, Alberto Ruiz-Gallardón, que en ese momento se encontraba en Valladolid, expresó su intención de completar la reforma de la ley contra la que protestaba la manifestación:

"Tenéis mi compromiso personal que no habrá ni un grito ni ningún insulto que a este ministro le vaya a hacer abdicar del compromiso de cumplir el programa de regular los derechos de las mujeres y del concebido."

Alberto Ruiz-Gallardón finalmente se vio obligado a dimitir de su cargo en septiembre de 2014 tras fracasar en su capacidad para impulsar los controvertidos cambios a la ley del aborto. El cambio de ley propuesto había empoderado al PSOE y creado divisiones internas dentro de su propio partido.

#### Estadísticas de 2011
En 2011, Ceuta y Melilla tuvieron la tasa de aborto más baja, seguidas de Navarra, Castilla y León, Galicia y Extremadura. Navarra tenía una tasa de alrededor de 7 por 1.000 mujeres, mientras que los demás países que la seguían tenían una tasa de alrededor de 8 por 1.000 mujeres.

#### Estadísticas de 2014
Entre 2010 y 2014, el 6,36% de los abortos en Castilla y León se realizaron por riesgo para la salud o la vida de la mujer embarazada, el 6,85% se realizaron por anomalías fetales y el 86,16% se realizaron por riesgo para la salud o la vida de la mujer embarazada. Los abortos en Castilla y León se hacían a petición de las mujeres.
Sólo el 55,87% de las mujeres de Castilla y León acudieron a un centro de salud público para iniciar el proceso para abortar en 2014. El 99,03% de las IVE en la región se realizaron en clínicas de IVE privadas.
En 2014 la mayoría de las mujeres de la región que abortaron nacieron en España, lo que supone el 74,53% del total de mujeres de Castilla y León que abortaron sobre 2.615. El porcentaje de mujeres migrantes que abortaron en la región en 2014 estuvo por debajo del cincuenta por ciento, un 14,49% ese año.
El número de abortos que se realizaron en la región en 2014 por provincia no fue el mismo. El 5,97% eran residentes de Zamora, el 15,33% de Burgos, el 23,17% de León, el 6,75% de Palencia, el 5,47% eran de Salamanca, el 6,88% de Segovia, el 4,44% de Soria, y el 26,92 de Valladolid.
| Región / Edad   | 16 años | 17 años | 18 años | 19 años | ref    |
| --------------- | ------- | ------- | ------- | ------- | ------ |
| Andalucía       | 213     | 400     | 579     | 617     | [ 94 ] |
| Castilla y León | 27      | 54      | 83      | 81      | [ 94 ] |
| Cataluña        | 223     | 319     | 488     | 616     | [ 94 ] |
| Valencia        | 143     | 161     | 258     | 299     | [ 94 ] |
| Madrid          | 188     | 288     | 442     | 502     | [ 94 ] |
| Navarra         | 13      | 25      | 28      | 47      | [ 94 ] |
| País Vasco      | 49      | 66      | 103     | 118     | [ 94 ] |

| Región                  | Total | País Vasco | Castilla y León | Andalucía | Valencia | Madrid | Cataluña | Navarra | ref    |
| ----------------------- | ----- | ---------- | --------------- | --------- | -------- | ------ | -------- | ------- | ------ |
| Total IVE               | 94796 | 3390       | 2615            | 18032     | 9273     | 16537  | 18181    | 901     | [ 79 ] |
| Dilatación y evacuación | 11073 | 86         | 2274            | 115       | 1102     | 3721   | 610      | 25      | [ 79 ] |
| Dilatación y aspiración | 68074 | 1615       | 518             | 16305     | 5701     | 12185  | 10184    | 533     | [ 79 ] |
| Mifepristona            | 15768 | 1665       | 131             | 1102      | 1869     | 173    | 7045     | 314     | [ 79 ] |
| Prostaglandinas         | 13484 | 1375       | 31              | 866       | 957      | 321    | 7146     | 330     | [ 79 ] |
| Otro método/desconocido | 1412  | 43         | 11              | 476       | 207      | 150    | 218      | 7       | [ 79 ] |

| Región                    | País Vasco | Castilla y León | Andalucía | Comunidad Valenciana | Madrid | Cataluña | Navarra | ref    |
| ------------------------- | ---------- | --------------- | --------- | -------------------- | ------ | -------- | ------- | ------ |
| Total abortos             | 3390       | 2615            | 18032     | 8273                 | 16537  | 18181    | 901     | [ 93 ] |
| European                  | 2185       | 2236            | 15402     | 6630                 | 9411   | 11790    | 557     | [ 93 ] |
| España                    | 2000       | 1949            | 13504     | 5633                 | 7570   | 10538    | 467     | [ 93 ] |
| Resto de la UE            | 162        | 281             | 1695      | 829                  | 1670   | 975      | 75      | [ 93 ] |
| Resto de Europa           | 23         | 6               | 203       | 168                  | 171    | 277      | 15      | [ 93 ] |
| Africa                    | 283        | 62              | 1047      | 327                  | 684    | 1305     | 45      | [ 93 ] |
| África del Norte          | 118        | 50              | 829       | 253                  | 367    | 970      | 24      | [ 93 ] |
| África Subsahariana       | 165        | 12              | 218       | 74                   | 317    | 335      | 21      | [ 93 ] |
| Resto de África           | 0          | 0               | 0         | 0                    | 0      | 0        | 0       | [ 93 ] |
| Las Americas              | 844        | 292             | 1331      | 1100                 | 5681   | 4224     | 280     | [ 93 ] |
| Norteamericana            | 7          | 3               | 13        | 6                    | 54     | 63       | 2       | [ 93 ] |
| Centroamérica y el Caribe | 185        | 84              | 177       | 106                  | 1100   | 980      | 59      | [ 93 ] |
| Suramericana              | 652        | 205             | 1140      | 988                  | 4527   | 3181     | 219     | [ 93 ] |
| Resto de las Américas     | 0          | 0               | 1         | 0                    | 0      | 0        | 0       | [ 93 ] |
| Asia                      | 75         | 25              | 251       | 215                  | 761    | 843      | 19      | [ 93 ] |
| Oceania                   | 0          | 0               | 1         | 1                    | 0      | 4        | 0       | [ 93 ] |
| Desconocida               | 3          | 0               | 0         | 0                    | 0      | 15       | 0       | [ 93 ] |

| Año             | 2022  | 2021  | 2020  | 2019  | 2018  | 2017  | 2016  | 2015  | 2014  | Ref           |
| --------------- | ----- | ----- | ----- | ----- | ----- | ----- | ----- | ----- | ----- | ------------- |
| Castilla y León | 7,95  | 7,17  | 6,56  | 7,05  | 6,60  | 6,21  | 6,05  | 6,33  | 6,14  | [ 25 ] [ 95 ] |
| Total (España)  | 11,68 | 10,70 | 10,33 | 11,53 | 11,12 | 10,51 | 10,36 | 10,40 | 10,46 | [ 25 ]        |

### Pedro Sánchez (2018 - Ahora)
Hay provincias de la región que hasta 2019 no habían reportado ningún aborto realizado en ellas desde que se despenalizó el aborto en 1985. En 2021, la región con menor porcentaje de interrupción voluntaria del embarazo en mujeres de 15 a 44 años fue Galicia, seguida de La Rioja, Extremadura y Castilla y León.
Las provincias de Palencia, Segovia, Ávila, Zamora y Soria no realizaron abortos entre 2017 y 2021. En 2020 no se realizaron IVE en hospitales públicos de las provincias de Ávila, Palencia y Soria porque los médicos de todos esos hospitales dijeron que eran objetores de conciencia. Según la Consejería de Sanidad de Castilla y León, en 2020 se contabilizaron las provincias que ofrecen interrupciones voluntarias del embarazo en función del número de solicitudes en la sanidad pública de este servicio. Ese año el único hospital público de la región que realizó interrupciones voluntarias del embarazo fue el Hospital Santiago Apóstol Miranda de Ebro. Además, ese año solo había cuatro clínicas de IVE privadas autorizadas en la región. En 2021 se informó que hubo mujeres de las provincias de Palencia, Ávila, Segovia, Soria y Zamora en Castilla y León que habían abortado en España, pero el recuento oficial de abortos en esas provincias y ciudades es cero, ya que las mujeres tuvieron que viajar a otra provincia para obtener la interrupción voluntaria de su embarazo. Esto se debía a que estas provincias, León, Segovia, Ávila, Zamora, Palencia y Soria no contaban con una clínica pública o privada que realizara abortos. Cuando las mujeres de estas provincias necesitaban o deseaban una interrupción voluntaria del embarazo, debían viajar a otra provincia.
En 2021, la Junta de Castilla y León anunció que iba a establecer relaciones con clínicas privadas para realizar IVE a pacientes derivadas desde la sanidad pública. El Gobierno regional también cubriría todos los costes de estos procedimientos para las pacientes derivados desde la sanidad pública. El sistema sanitario público también anunció planes para que un hospital público de Burgos empezara a ofrecer interrupciones voluntarias del embarazo. A fecha de octubre de 2022, Castilla y León es la única región de España que no proporciona financiación sanitaria pública para la sedación durante procedimientos de IVE cubiertos por la sanidad pública.

#### Viajes relacionados con el aborto
En 2020, las mujeres residentes en Castilla y León viajaron a varias provincias para abortar, no solo a Madrid. En 2020, 153 mujeres residentes en Palencia las que tuvieron que desplazarse a otra región para realizarse un procedimiento de IVE. A diferencia de otras provincias de la región, la mayoría de los costos, incluidos los de viaje, se pagaron con financiación pública. Entre 2010 y 2020, más de 1.600 mujeres residentes en Soria tuvieron que viajar fuera de la provincia para poder abortar al no existir en la provincia centros que cumplieran los requisitos legales para realizar el procedimiento.
Más de 4.000 mujeres tuvieron que abandonar Castilla y León en 2021 para abortar por falta de centros públicos y privados que realicen interrupciones voluntarias del embarazo. Ese año, alrededor del 27% de las mujeres tuvieron que abandonar la provincia en la que vivían para abortar, ya fuera desplazándose a otra provincia de la región o a otra parte de España. Esto incluía a las mujeres de Palencia, Ávila, Segovia, Soria y Zamora, obligadas a viajar a otra provincia para obtener una interrupción voluntaria de su embarazo.
Las mujeres de la provincia de Soria que necesitaron un aborto tuvieron que recorrer al menos 460 kilómetros para poder acceder a un procedimiento de IVE en 2021, realizándose casi la totalidad de estos procesos en Madrid.La provincia no tenía instalaciones que realizaran interrupciones voluntarias del embarazo. Las 120 mujeres de Soria que tuvieron una interrupción voluntaria del embarazo ese año tuvieron que abandonar su provincia para poder realizarla. La mayoría de mujeres de la provincia de Ávila en 2021 que querían o necesitaban un aborto fueron trasladadas a centros de Madrid, donde se realizó el procedimiento de IVE.
En 2021 Castilla y León puso límites a la financiación máxima que permitirían en salud pública para servicios relacionados con el aborto, empujando a las mujeres locales a acudir a otras regiones para abortar.

#### Estadísticas de 2019
En 2019, la tasa de interrupciones voluntarias del embarazo por cada 1.000 mujeres residentes de 15 a 44 años en la región fue de 7,05. El año anterior, en 2018, la tasa era de 6,60. La media nacional en España en 2019 fue de 11,53 y en 2018 fue de 11,12. En 2019, Castilla y León tuvo una de las tasas notificadas de gonorrea más bajas de España, con un 5,37.

#### Estadísticas de 2020
115 de las mujeres que abortaron en Castilla y León lo hicieron por riesgo grave para la vida de las gestantes en 2020, mientras que 183 mujeres se sometieron a una IVE por anomalías fetales. 2.168 mujeres abortaron en 2020 por elección personal. Entre las mujeres de la región que abortaron, el 29,6% no utilizó ningún tipo de anticonceptivo. Esto fue mucho más bajo que el promedio nacional del 41,31%. El 82% de las mujeres de Castilla y León que abortaron nacieron en España. El 97,5% de los 2.361 abortos realizados en 2020 tuvieron lugar en centros privados. De todos los procedimientos de IVE que se realizaron en Castilla y León en 2020, el 85% no se realizaron en un hospital. En 2020, las comunidades autónomas con mayor porcentaje de abortos realizados en clínicas privadas fueron Castilla y León con un 82,5%, Castilla-La Mancha con un 99,9% y Madrid, Extremadura y Murcia con un 100%.
| Financiada      | Sí                   | Sí                   | No                   | No                   | Total                | Total                | Total de IVE | Ref    |
| Provincia       | Ubicación del centro | Ubicación del centro | Ubicación del centro | Ubicación del centro | Ubicación del centro | Ubicación del centro | Total de IVE | Ref    |
| Provincia       | Castilla y León      | Otra                 | Castilla y León      | Otra                 | Castilla y León      | Otra                 | Total de IVE | Ref    |
| --------------- | -------------------- | -------------------- | -------------------- | -------------------- | -------------------- | -------------------- | ------------ | ------ |
| Ávila           | 0                    | 90                   | 16                   | 31                   | 16                   | 121                  | 137          | [ 20 ] |
| Burgos          | 326                  | 7                    | 69                   | 27                   | 395                  | 34                   | 429          | [ 20 ] |
| León            | 209                  | 0                    | 280                  | 19                   | 489                  | 19                   | 508          | [ 20 ] |
| Palencia        | 0                    | 51                   | 96                   | 6                    | 96                   | 57                   | 153          | [ 20 ] |
| Salamanca       | 118                  | 0                    | 66                   | 5                    | 184                  | 5                    | 189          | [ 20 ] |
| Segovia         | 91                   | 0                    | 33                   | 33                   | 124                  | 33                   | 157          | [ 20 ] |
| Soria           | 0                    | 61                   | 7                    | 43                   | 7                    | 104                  | 111          | [ 20 ] |
| Valladolid      | 328                  | 0                    | 295                  | 6                    | 623                  | 6                    | 629          | [ 20 ] |
| Zamora          | 68                   | 0                    | 38                   | 2                    | 106                  | 2                    | 108          | [ 20 ] |
| Castilla y León | 1140                 | 209                  | 900                  | 172                  | 1040                 | 381                  | 2421         | [ 20 ] |

| Provincia de residencia | # de IVE en 2020 | # de IVE en 2019 | Diferencia | % diferencia | Ref    |
| ----------------------- | ---------------- | ---------------- | ---------- | ------------ | ------ |
| Ávila                   | 137              | 150              | -13        | -8.67%       | [ 20 ] |
| Burgos                  | 429              | 430              | -1         | -0.23%       | [ 20 ] |
| León                    | 508              | 562              | -54        | -9.61%       | [ 20 ] |
| Palencia                | 153              | 177              | -24        | -13.56%      | [ 20 ] |
| Salamanca               | 189              | 204              | -15        | -7.35%       | [ 20 ] |
| Segovia                 | 157              | 199              | -42        | -21.10%      | [ 20 ] |
| Soria                   | 111              | 113              | -2         | -1.77%       | [ 20 ] |
| Valladolid              | 629              | 693              | -64        | -9.24%       | [ 20 ] |
| Zamora                  | 108              | 146              | -38        | -26.03       | [ 20 ] |
| Castilla y León         | 2421             | 2.674            | -253       | -9.46%       | [ 20 ] |

#### Estadísticas de 2021
En 2021, aproximadamente el 0,7% de todas las mujeres de 15 a 44 años de la región tuvieron una interrupción voluntaria del embarazo. Las regiones con las tasas de aborto por cada 1.000 mujeres más bajas en 2021 fueron Castilla y León con un 7,17 y La Rioja con un 6,17. Sólo 59 de los 2.597 abortos que hubo en Castilla y León en 2021 se realizaron en hospitales públicos. Nueve casos involucraron a niñas menores de quince años. 236 involucraron a menores de quince a diecinueve años.

#### Impacto de las reformas de la ley nacional del aborto de 2022 en Castilla y León
La Ley de Salud Sexual y Reproductiva e Interrupción Voluntaria del Embarazo fue reformada en mayo de 2022 de diferentes maneras. Se abordó específicamente la falta de centros, especialmente públicos, que brindaran servicios para la interrupción voluntaria del embarazo en provincias que no los tenían y exigían que las mujeres de esas provincias viajaran a otras provincias u otras regiones para poder acceder a ese servicio.
El vicepresidente de la Junta de Castilla y León Juan García-Gallardo emitió un comunicado en septiembre de 2022 para condenar la legislación sobre aborto aprobada por el gobierno nacional que exigía que los hospitales públicos contaran en su plantilla con médicos dispuestos a realizar abortos. Sostuvo que esa ley daría lugar a la creación de listas negras de médicos objetores y que se violaría la privacidad de estos médicos que se negaban a realizar abortos al tener en el hospital una lista de médicos que no estaban dispuestos a realizar procedimientos de IVE. A pesar de sus objeciones, García-Gallardo confirmó que la región cumpliría con la ley del aborto, pero sólo en la medida en que no fuera contraria a la interpretación de la región de la totalidad de la ley, incluida la Constitución española y las leyes de protección de datos.
El jefe de Ginecología y Obstetricia del Hospital Clínico de Valladolid, José Ignacio González Martín, dijo en septiembre de 2021 que en el hospital no había listas de espera para mujeres que buscaban una IVE pero sí para pacientes con cáncer. También dijo que no se podía obligar a los médicos del hospital a realizar una interrupción voluntaria del embarazo. Si una mujer que deseaba abortar tenía que esperar, se la remitía a un centro privado y los costos se pagaban con financiación pública.
Del 2 de marzo de 2022 al 10 de abril de 2022, la asociación católica 40 días para la vida organizó eventos fuera de los centros de salud que realizaban interrupciones voluntarias del embarazo en ciudades de toda España, incluida Valladolid. Lo hicieron a pesar de un cambio en el Código Penal aprobado el 3 de febrero de 2022 que castigaba a las personas que acosan a mujeres que buscan abortar. El castigo por acosar a las mujeres en esta nueva ley incluye penas de prisión.
A pesar de las reformas legales a las leyes sobre el aborto a nivel nacional en 2023, la capacidad de las mujeres de la región para acceder al mismo en la sanidad pública siguió siendo escasa: Burgos fue la única capital provincial con un centro de salud pública que brinda servicios de interrupción voluntaria del embarazo.
A principios de 2023, en respuesta directa al intento exitoso del gobierno de Sánchez de cambiar las leyes nacionales sobre el aborto, el partido político de extrema derecha Vox intentó impulsar una ley regional que habría requerido que las mujeres que solicitaran una interrupción voluntaria del embarazo fueran obligadas a hacerse una ecografía 4D y escuchar la actividad cardíaca fetal antes del procedimiento. El objetivo de Vox era específicamente impedir que una mujer "sea destinataria de prácticas que pretendan alterar, ya sea para afianzar, revocar o para demorar, la formación de su voluntad sobre la interrupción o no de su embarazo, la comunicación de su decisión y la puesta en práctica de la misma". A pesar de que Vox estaba en coalición con el Partido Popular, no pudieron aprobar esta propuesta de ley.
El Ministerio de Igualdad envió una carta al Gobierno regional en mayo de 2023 para recordarles que los cambios en la ley del aborto en febrero de 2022 implicaban que todos los hospitales públicos debían contar con médicos que estuvieran dispuestos a realizar un aborto y que las unidades de ginecología de estos hospitales no podían contar únicamente con objetores de conciencia. El Ministerio de Igualdad dijo al Gobierno regional que, si era necesario, debían contratar médicos que realizaran procedimientos de interrupción voluntaria del embarazo si no hubiera ninguno en plantilla. La ley establece que se garantiza a las mujeres el acceso a servicios de aborto hasta la semana catorce en un centro de salud público cercano a su hogar.
En 2022 el gobierno regional consagró en una política que no crearía listas de médicos en hospitales públicos que fueran objetores de conciencia, citando leyes de protección de datos en su justificación.

#### Estadísticas de 2022
En 2022, hubo 7,95 interrupciones voluntarias del embarazo por cada 1.000 mujeres en la región. Esto se compara con un promedio nacional de 11,68 por cada 1.000 mujeres. Ese año se produjeron 289 interrupciones voluntarias del embarazo en mujeres menores de veinte años.

## Provincias

### Provincia de Ávila
Entre 1988 y 2018, la provincia de Ávila informó cada año al Ministerio de Sanidad que no había practicado ningún aborto.
En 2021 las mujeres de la provincia de Ávila abortaron en España, pero el recuento oficial de abortos en esa provincia es cero ya que las mujeres se vieron obligadas a viajar a otra provincia para obtener una interrupción voluntaria de su embarazo. La mayoría de mujeres de la provincia de Ávila en 2021 que querían o necesitaban un aborto fueron trasladadas a centros de Madrid, donde se realizó el procedimiento de la IVE. Esto se debe a que en 2021 no existía en Ávila ningún centro, público o privado, que realizara interrupciones voluntarias del embarazo. Los hospitales públicos se negaron a realizar abortos porque los médicos de todos los hospitales dijeron que eran objetores de conciencia.
| Provincia | Ávila | Ref     |
| --------- | ----- | ------- |
| 1988      | 81    | [ 114 ] |
| 1989      | 111   | [ 114 ] |
| 1990      | 123   | [ 114 ] |
| 1991      | 106   | [ 114 ] |
| 1992      | 77    | [ 114 ] |
| 1993      | 85    | [ 114 ] |
| 1994      | 106   | [ 114 ] |
| 1995      | 103   | [ 114 ] |
| 1996      | 98    | [ 114 ] |
| 1997      | 86    | [ 114 ] |
| 1998      | 108   | [ 114 ] |
| 1999      | 145   | [ 114 ] |
| 2000      | 107   | [ 114 ] |
| 2001      | 110   | [ 114 ] |
| 2002      | 121   | [ 114 ] |
| 2003      | 113   | [ 114 ] |
| 2004      | 128   | [ 114 ] |
| 2005      | 111   | [ 114 ] |
| 2006      | 119   | [ 114 ] |
| 2007      | 153   | [ 114 ] |
| 2008      | 174   | [ 114 ] |
| 2009      | 179   | [ 114 ] |
| 2010      | 164   | [ 114 ] |
| 2011      | 178   | [ 114 ] |
| 2012      | 183   | [ 114 ] |
| 2013      | 179   | [ 114 ] |
| 2014      | 133   | [ 114 ] |
| 2015      | 145   | [ 114 ] |
| 2016      | 137   | [ 114 ] |
| 2017      | 126   | [ 114 ] |
| 2018      | 146   | [ 114 ] |

### Provincia de Burgos
Entre 1988 y 2011, Burgos informó que no se había practicado ningún aborto en la provincia. Entre 2021 y 2018 la provincia informó de que sí se había realizado abortos en centros de salud públicos, pero este conteo lo realizaron considerando las derivaciones de la sanidad pública a otras provincias como abortos. El 15,33% de las IVE que tuvieron lugar en Castilla y León en 2014 fueron de mujeres residentes en Burgos.
Según la Asamblea Feminista de Burgos de 2020, las mujeres de la provincia de Burgos son derivadas a un centro de salud público a 150 kilómetros en Valladolid y no se les proporciona transporte hacia y desde la clínica. En 2020, el único hospital de Castilla y León que realizó interrupciones voluntarias del embarazo fue el Hospital Santiago Apóstol Miranda de Ebro, situado en Burgos. En 2021 había planes de que el Hospital Universitario de Burgos (HUBU) ofreciera procedimientos de IVE hasta la semana ocho o doce. Esto finalmente se ofreció a partir de 2022. Las mujeres que no querían ir a este hospital fueron remitidas a uno en Valladolid, no a Salamanca como temían inicialmente las defensoras del derecho al aborto.

### Provincia de León
La provincia no realizó abortos entre 1988 y 1994. Las mujeres de León que en 2010 querían una IVE fueron asignadas para hacerse el proceso por "motivos administrativos" en Madrid. Esto podía agregar un tiempo significativo a su solicitud inicial de realizarse un aborto. El 23,17% de las IVE realizadas en 2014 que tuvieron lugar en Castilla y León fueron de mujeres residentes en la provincia de León.

### Provincia de Palencia
Entre 1988 y 2018, la provincia de Palencia informó cada año al Ministerio de Sanidad que no había practicado ningún aborto.
El 6,75% de las IVE realizadas en 2014 que tuvieron lugar en Castilla y León fueron de mujeres residentes en la provincia de Palencia. No se realizaron IVE en hospitales públicos de Palencia en 2020 porque los médicos de todos los hospitales dijeron que eran objetores de conciencia. El recuento oficial de abortos que se produjeron en Palencia en 2021 fue cero porque las palentinas se vieron obligadas a viajar a otra provincia para conseguir la interrupción voluntaria de su embarazo. No había centros públicos ni privados donde las mujeres pudieran obtener una IVE ese año. La Clínica HIPATIA Plasencia es, a fecha de enero de 2024, la única clínica de IVE en Plasencia.
| Provincia | Palencia | Ref     |
| --------- | -------- | ------- |
| 1988      | 176      | [ 114 ] |
| 1989      | 228      | [ 114 ] |
| 1990      | 228      | [ 114 ] |
| 1991      | 202      | [ 114 ] |
| 1992      | 225      | [ 114 ] |
| 1993      | 196      | [ 114 ] |
| 1994      | 234      | [ 114 ] |
| 1995      | 205      | [ 114 ] |
| 1996      | 209      | [ 114 ] |
| 1997      | 185      | [ 114 ] |
| 1998      | 210      | [ 114 ] |
| 1999      | 182      | [ 114 ] |
| 2000      | 206      | [ 114 ] |
| 2001      | 183      | [ 114 ] |
| 2002      | 186      | [ 114 ] |
| 2003      | 172      | [ 114 ] |
| 2004      | 191      | [ 114 ] |
| 2005      | 186      | [ 114 ] |
| 2006      | 243      | [ 114 ] |
| 2007      | 203      | [ 114 ] |
| 2008      | 204      | [ 114 ] |
| 2009      | 181      | [ 114 ] |
| 2010      | 224      | [ 114 ] |
| 2011      | 219      | [ 114 ] |
| 2012      | 222      | [ 114 ] |
| 2013      | 217      | [ 114 ] |
| 2014      | 176      | [ 114 ] |
| 2015      | 189      | [ 114 ] |
| 2016      | 199      | [ 114 ] |
| 2017      | 163      | [ 114 ] |
| 2018      | 183      | [ 114 ] |

### Provincia de Salamanca
La provincia no realizó abortos entre 1988 y 1993. El 5,47% de las IVE que tuvieron lugar en Castilla y León en 2014 fueron de mujeres residentes en la provincia de Salamanca.
Al menos una clínica privada IVE se encuentra ubicada en la provincia. La Clínica HIPATIA Salamanca es la única clínica acreditada para IVE a fecha de enero de 2024.

### Provincia de Segovia
Entre 1988 y 2018, la provincia informó al Ministerio de Sanidad que no había realizado abortos ningún año.
El 6,88% de las IVE que tuvieron lugar en Castilla y León en 2014 fueron de mujeres residentes en la provincia de Segovia. En 2021 Segovia dijo que hubo abortos, pero el recuento oficial es cero ya que las mujeres se vieron obligadas a viajar a otra provincia para obtener una interrupción voluntaria de su embarazo. En 2021, Segovia no contaba con una sola clínica pública o privada que realizara abortos.
| Provincia | Segovia | Ref     |
| --------- | ------- | ------- |
| 1988      | 97      | [ 114 ] |
| 1989      | 113     | [ 114 ] |
| 1990      | 113     | [ 114 ] |
| 1991      | 127     | [ 114 ] |
| 1992      | 127     | [ 114 ] |
| 1993      | 118     | [ 114 ] |
| 1994      | 120     | [ 114 ] |
| 1995      | 118     | [ 114 ] |
| 1996      | 135     | [ 114 ] |
| 1997      | 122     | [ 114 ] |
| 1998      | 133     | [ 114 ] |
| 1999      | 124     | [ 114 ] |
| 2000      | 118     | [ 114 ] |
| 2001      | 149     | [ 114 ] |
| 2002      | 159     | [ 114 ] |
| 2003      | 158     | [ 114 ] |
| 2004      | 152     | [ 114 ] |
| 2005      | 193     | [ 114 ] |
| 2006      | 198     | [ 114 ] |
| 2007      | 214     | [ 114 ] |
| 2008      | 263     | [ 114 ] |
| 2009      | 186     | [ 114 ] |
| 2010      | 201     | [ 114 ] |
| 2011      | 285     | [ 114 ] |
| 2012      | 243     | [ 114 ] |
| 2013      | 247     | [ 114 ] |
| 2014      | 180     | [ 114 ] |
| 2015      | 196     | [ 114 ] |
| 2016      | 145     | [ 114 ] |
| 2017      | 174     | [ 114 ] |
| 2018      | 163     | [ 114 ] |

### Provincia de Soria
La provincia no realizó ningún aborto desde 1989 hasta 2018. El 4,44% de las IVE que tuvieron lugar en Castilla y León en 2014 fueron de mujeres residentes en la provincia de Soria.
Entre 2010 y 2020, más de 1.600 mujeres residentes en Soria tuvieron que viajar fuera de la provincia para poder abortar al no existir en la provincia centros que cumplieran los requisitos legales para realizar el procedimiento. Esto se debió en gran medida a que los médicos de los hospitales públicos de Soria dijeron que eran objetores de conciencia.
En 2021, 120 mujeres residentes en Soria tuvieron que abandonar su provincia para procurarse una IVE. En 2021, la mayoría de mujeres de la provincia que tuvieron que desplazarse a otra provincia o región para abortar acudieron a una clínica privada de la Comunidad de Madrid. Se trataba de un viaje en la mayoría de los casos de al menos 460 kilómetros.

### Provincia de Valladolid
Entre 1988 y 2018, cada año la provincia informó al Ministerio de Sanidad que allí se había realizado al menos un aborto. El 26,92% de las IVE que tuvieron lugar en Castilla y León en 2014 fueron de mujeres residentes en la provincia de Valladolid. El Hospital Clínico de Valladolid es un hospital público que realiza abortos. Si no había suficientes médicos u otro personal disponible para realizar el procedimiento, las mujeres eran remitidas a clínicas privadas y se les proporcionaba financiación pública para cubrir el coste del procedimiento del aborto. La Clínica Ginemédica era el único centro privado acreditado en Valladolid que podía realizar abortos en 2022. Las mujeres remitidas desde la sanidad pública para un aborto podían acceder al servicio sin coste alguno. Si necesitaban sedación, no tenían derecho a recibir asistencia sanitaria regional que cubriera el coste del procedimiento. Con sedación, una cirugía de IVE costaba unos 600 euros a las mujeres.

### Provincia de Zamora
Entre 1988 y 2018, cada año la provincia informó al Ministerio de Sanidad que allí se había realizado al menos un aborto. El 5,97% de las IVE que tuvieron lugar en Castilla y León en 2014 fueron de mujeres residentes en la provincia de Zamora.
Las mujeres de la provincia tuvieron abortos en 2021, pero el recuento oficial de Zamora es cero ya que las mujeres se vieron obligadas a viajar a otra provincia para obtener una interrupción voluntaria de su embarazo porque no había centros, públicos o privados, que realizaran abortos en la provincia. En 2021, la mayoría de mujeres de la provincia que tuvieron que desplazarse a otra provincia o región para abortar acudieron a una clínica privada de la Comunidad de Madrid.
| Province | Zamora | Ref     |
| -------- | ------ | ------- |
| 1988     | 152    | [ 114 ] |
| 1989     | 187    | [ 114 ] |
| 1990     | 170    | [ 114 ] |
| 1991     | 169    | [ 114 ] |
| 1992     | 178    | [ 114 ] |
| 1993     | 178    | [ 114 ] |
| 1994     | 162    | [ 114 ] |
| 1995     | 168    | [ 114 ] |
| 1996     | 177    | [ 114 ] |
| 1997     | 178    | [ 114 ] |
| 1998     | 151    | [ 114 ] |
| 1999     | 183    | [ 114 ] |
| 2000     | 162    | [ 114 ] |
| 2001     | 173    | [ 114 ] |
| 2002     | 151    | [ 114 ] |
| 2003     | 174    | [ 114 ] |
| 2004     | 134    | [ 114 ] |
| 2005     | 113    | [ 114 ] |
| 2006     | 138    | [ 114 ] |
| 2007     | 168    | [ 114 ] |
| 2008     | 167    | [ 114 ] |
| 2009     | 126    | [ 114 ] |
| 2010     | 153    | [ 114 ] |
| 2011     | 169    | [ 114 ] |
| 2012     | 167    | [ 114 ] |
| 2013     | 129    | [ 114 ] |
| 2014     | 156    | [ 114 ] |
| 2015     | 144    | [ 114 ] |
| 2016     | 121    | [ 114 ] |
| 2017     | 136    | [ 114 ] |
| 2018     | 139    | [ 114 ] |

## Centros y clínicas
Castilla y León ha contado con un número limitado de centros, ya sean públicos o privados, desde que el aborto se legalizó en 1985. En 2014 había un centro de salud público autorizado para realizar abortos en la región y tres clínicas privadas autorizadas para realizar abortos. En 2020, solo cinco centros autorizados informaron haber realizado IVE en Castilla y León. En Miranda de Ebro existe un hospital público, el Hospital Santiago Apóstol, y cuatro privados. El 97,5% de los 2.361 abortos realizados ese año en la región ocurrieron en esos centros privados. De todos esos abortos, el 85% no se realizaron en un hospital. Hubo dos centros de salud públicos y cuatro centros de salud privados que realizaron interrupciones voluntarias del embarazo en la región en 2022. El gobierno regional dijo en 2021 que estaba comprometido a cambiar esto y a proporcionar más centros donde las mujeres pudieran acceder a los procedimientos de IVE. Esto comenzó a realizarse en 2022.

### Centros de salud públicos
Un cero por ciento de los abortos de 2005 se realizaron en centros de salud públicos. Si bien algunos hospitales estaban acreditados para poder realizar IVE, casi todos carecían de médicos dispuestos a realizar abortos. Al mismo tiempo, a mediados de la década de 2000, la región no contaba con un protocolo relacionado con el aborto para el personal médico de los centros de salud públicos.
Según la Consejería de Sanidad de Castilla y León, en 2020 se contabilizaron las provincias que ofrecen interrupciones voluntarias del embarazo en función del número de solicitudes en salud pública de este servicio incluso si los abortos se realizaron en clínicas privadas o en otros puntos de España. No se realizaron IVE en hospitales públicos de las provincias de Ávila, Palencia y Soria en 2020 porque los médicos de todos ellos dijeron que eran objetores de conciencia. 59 de los 2.597 abortos de 2021 en Castilla y León se realizaron en hospitales públicos.
En 2020, el único hospital de Castilla y León que realizó interrupciones voluntarias del embarazo fue el Hospital Santiago Apóstol Miranda de Ebro, en la provincia de Burgos. En 2022 era el único hospital público de Castilla y León que ofrecía abortos quirúrgicos.
En enero de 2022, el Hospital Universitario de Burgos comenzó a ofrecer IVE, pero solo IVE farmacológicas y solo antes de las nueve semanas. Crearon un protocolo específico diferente al de otras unidades del hospital para agilizar el proceso de solicitud y obtención de un aborto, agilizando el proceso de solicitud que comenzaba a nivel de los centros de salud públicos locales. A pesar de este cambio, la CGT realizó una protesta en 2022 en el Día Mundial del Acceso al Aborto Legal y Seguro donde denunció al hospital porque las mujeres que necesitaban abortar después de la semana nueve todavía tenían que viajar una larga distancia para poder abortar.

### Clínicas privadas
El 87% de los abortos ocurridos en la región en 2005 se realizaron en clínicas privadas. En 2014, el 99,03% de las IVE en la región se realizaron en clínicas de IVE privadas. La mayoría de mujeres residentes en Castilla y León que solicitaron en 2015 un aborto en la sanidad pública fueron remitidas o bien a una clínica privada o a la Red Madre, una organización creada por el Foro Español de la Familia (FEF) diseñada para disuadir a las mujeres de hacerse una IVE.
| Año  | Castilla y León | Ref     |
| ---- | --------------- | ------- |
| 2010 | 100             | [ 119 ] |
| 2011 | 99.92           | [ 119 ] |
| 2012 | 99.54           | [ 119 ] |
| 2013 | 98.81           | [ 119 ] |
| 2014 | 99.54           | [ 119 ] |
| 2015 | 98.79           | [ 119 ] |
| 2016 | 99.44           | [ 119 ] |
| 2017 | 99.72           | [ 119 ] |
| 2018 | 98.08           | [ 119 ] |